# 万桐书
万桐书（1923年12月3日—2023年1月9日），祖籍贵州遵义，生于湖北省汉口，中华人民共和国民族音乐学家、音乐社会活动家，有“木卡姆艺术家”的称号。1948年毕业于南京国立音乐学院（今中央音乐学院）。在十二木卡姆濒临失传之际，与吐尔地·阿洪等民间艺人及连晓（筱）梅等工作人员一道收集、记谱、翻译、整理十二木卡姆，将十二木卡姆从口头传承发展为文本传承，同时也收集整理其他新疆维吾尔木卡姆艺术、新疆多个民族的民间音乐等。
万桐书曾任中国音乐家协会新疆分会副主席、新疆音乐家协会名誉主席、中国音乐家协会理事、中国维吾尔古典文学和十二木卡姆学会名誉会长、中国少数民族音乐学会顾问、中国人民政治协商会议新疆维吾尔自治区委员会第三、四、五届委员等。

## 生平

### 家庭与早年生涯
万桐书出生于中医世家，父亲是贵州遵义人万勖之，母亲是湖南常德人王维珍，二人在湖北省汉口结婚并定居。民国12年（1923年）12月3日，万桐书出生在汉口英租界内。少年时代，虽经历军阀混战，但家庭依然保证万桐书的教育，让其上学。中国抗日战争爆发后，作曲家冼星海曾在武汉举行抗日救亡歌咏运动。万桐书也参与其中，往返于武汉、长沙、宜昌。:1-5
民国29年（1940年）7月，万桐书离开汉口，前往重庆继续学业。他先是在音乐干部培训班就读一年，后在民国31年（1942年）考入位于四川江安的国立戏剧专科学校乐剧科学习，第二年又转入青木关国立音乐学院（中央音乐学院前身之一）学习作曲与理论专业。中国抗日战争结束后，万桐书随校前往南京。民国37年（1948年），万桐书从已经改名的南京国立音乐学院毕业。求学期间，万桐书师从江定仙、陈田鹤等人。:12-15
毕业后，万桐书任职于广州市立艺术专科学校（广州美术学院前身之一）音乐组和湖南音乐专科学校（后并入湖南大学），从事教学工作。1949年，万桐书与恋人连晓（筱）梅结婚。同一年，万桐书被调往南京，加入中国共产党南京市委员会文艺处音乐组，主要工作为筹备《庆祝新中国成立音乐会》。工作完成后，万桐书前往天津，进入中央音乐学院音工团创作组任职。后又进入中央音乐学院研究部（中国艺术研究院音乐研究所前身），参与调查河北定县子位吹歌、天津曲艺音乐、无锡艺人阿炳、苏南吹打、十番锣鼓等。:16-18

### 结缘木卡姆
赛福鼎·艾则孜在中华全国文学艺术工作者代表大会上，向包括周恩来在内的与会人员介绍维吾尔族十二木卡姆濒临消失的现状，并提出需要中央政府给予人力物力的支持以保护木卡姆。万桐书及妻子，《人民音乐》杂志社编辑连晓（筱）梅被中央人民政府文化部、中华人民共和国国家民族事务委员会选派前往新疆，收集整理十二木卡姆。在此之前，万桐书并不知十二木卡姆为何物。:19-211951年5月，万桐书一家抵达迪化（今乌鲁木齐市），落脚于新疆学院（今新疆大学）附近的维哈剧团院内，任音乐教员，主要工作是完善剧团工作制度，创排新节目等。7月，在赛福鼎·艾则孜的安排下，从新疆各地将维吾尔族音乐大师吐尔地·阿洪、肉孜·弹拨尔、歌唱家阿不都威利等人请至迪化，大家在新疆大学后的一处院落开始十二木卡姆的演唱录制工作。
1951年8月，十二木卡姆整理工作组成立，万桐书任组长。同时，木卡姆录制工作正式开始，万桐书主要负责南疆十二木卡姆的听记工作。在迪化供电条件极差的情况下，历时三个月，万桐书等人完成对原始十二木卡姆的收集录制工作，共录制24盘钢丝录音带。随后，万桐书前往阿克苏专区宣传“减租反霸”等社会改革运动。1952年初返回迪化市后，万桐书继续记谱、整理吐尔地·阿洪演唱的十二木卡姆录音，于是他开始白天在剧团排练、演出，晚上回家记谱的生活。过程中遇到录音因电压不稳，声音忽高忽低、录音钢丝偶尔会崩乱等问题。1952年底，新疆省文化局举办音乐培训班，万桐书又任教员兼管教务。在教学、记谱之时，万桐书意识到维吾尔文的书写方向与乐谱的读谱方向相反，于是将乐谱倒过来，从右向左演唱、写谱。1953年新疆省文化局召开专题会议，将此种词曲配合方案通过并推广。:62-65
1953年，新疆省文化局音乐工作组成立，万桐书与连晓（筱）梅都被调往工作组，十二木卡姆的记谱工作也转由音乐工作组负责。1954年，吐尔地·阿洪等人再次受邀前往迪化，居住在迪化第三医院（今乌鲁木齐市友谊医院）附近。此次主要整理并翻译十二木卡姆的歌词，所以除了万桐书等记录者、吐尔地·阿洪等演奏者外，还邀请作家张森堂、熟悉察合台文的艾沙都拉大毛拉等熟悉相关语言的人员。此时的记录器材也更新为录音效果更好的磁带录音机。同时，万桐书和吐尔地·阿洪了解确定一些曲调的节拍、乐器的演奏方法等。
记谱工作一直持续至1956年初，随后进入整理部分。万桐书使用超过四个月的时间分析曲式并以曲式特点整理乐谱。8月，万桐书带领新疆代表团参加中国音乐家协会举办的首届“全国音乐周”。此行他将十二木卡姆的乐谱稿和两次录音资料送抵中国音乐家协会和民族音乐研究所（即中国艺术研究院音乐研究所）用于审核检查。11月万桐书返回乌鲁木齐市时，吐尔地·阿洪已离世，而歌词中尚存一些散乱现象。年底，十二木卡姆整理工作恢复，除继续整理仅剩的几首散板序唱外，还请维吾尔诗人李姆谢依提参与整理歌词。此次歌词整理保持十二木卡姆的原始面貌，仅对诗句不全的段落按原文不全，对重复过多的内容，按格律、内容类似的诗歌换补。
1957年，万桐书、连晓（筱）梅等五人组成十二木卡姆普查组前往喀什、和田、墨玉、叶城等地，采访演唱十二木卡姆的音乐家、歌手等百余人，前往农村、巴扎、家庭等音乐现场。返回乌鲁木齐后，万桐书开始整理分析调查资料。1958年7月，开始撰写论文《一部优秀的民族古典音乐“十二木卡姆”》，后发表于《音乐研究》1959年1月号。1959年，万桐书忙于《十二木卡姆》乐谱的出版的工作。1959年中国音乐家协会新疆分会成立，万桐书任常务副主席。1960年2月，《十二木卡姆》乐谱两卷集出版。一直到1963年，万桐书先后受到《人民日报》《人民画报》《民族画报》《人民音乐》、新疆广播电台等媒体采访。
1962年到1963年，万桐书等人组成《中国民间歌曲集成·新疆卷》工作组前往喀什、克孜勒苏、塔什库尔干等地当地艺人共同采集、记谱、歌词译配塔吉克族、柯尔克孜族的民间歌曲。同时调查、收集全套的刀郎木卡姆。同时和1965年，万桐书在北京中央社会主义学院学习，6月返回新疆参加歌舞话剧《新木卡姆》《人民公社好》的音乐创作。文化大革命时期，万桐书受到波及，被打成反革命，整理十二木卡姆也成为罪名。
1982年，万桐书带队前往哈密地区，历时两个月搜集、录音、记录哈密木卡姆和伊吾木卡姆。至此，新疆维吾尔自治区境内4种主要类型，8种地区流派的新疆维吾尔木卡姆艺术都完整的采集、录音，得以保存。1984年，万桐书被选为中国音乐家协会理事。1986年，受聘成为中国少数民族音乐学会的顾问。另外，万桐书还被选为中国人民政治协商会议新疆维吾尔自治区委员会第三、四、五届委员。

### 离休及去世
1987年3月，万桐书离休。离休后，万桐书依然研究丝绸之路民族音乐，如新疆民族音乐史、传统音乐曲调比较等方面。1992年，北京举办中国维吾尔木卡姆系列活动学术研讨会，万桐书作题目为《搜集整理“十二木卡姆”纪实》的报告，并被授予“木卡姆艺术家”称号。2006年，万桐书获第二届天山文艺奖贡献奖。在万桐书90岁时，加入中国共产党。2023年1月9日，万桐书于福建省厦门市去世，终年99岁。

## 成就成果
万桐书收集、记谱、翻译、整理并发表于《中国民歌》《中国民间歌曲集成·新疆卷》等书刊上的木卡姆、民间歌曲、乐曲超过200首。在万桐书与民间艺人的努力下，人民音乐出版社和民族出版社于1960年联合出版《十二木卡姆》乐谱及资料唱片。《十二木卡姆》从口头传承开始转向文本传承。1986年，万桐书编撰的《维吾尔族乐器》由新疆人民出版社出版。万桐书参与《中国大百科全书》中“木卡姆”条目及有关中国境内18个民族的音乐条目。另外，万桐书发表的论述30余篇，包括了《一部优秀的民族古典音乐〈十二木卡姆〉》《新疆现代民族乐队建设问题的探讨》等。2025年，由万桐书所整理，新疆艺术学院申报的《十二木卡姆万桐书记谱手稿》被国家档案局收录入第六批《中国档案文献遗产名录》。
除整理外，万桐书还编创包括《手挽手》《小羔羊》《牧马人的歌》等歌曲。

## 纪念
万桐书去世后，新疆维吾尔自治区文学艺术界联合会举行“万桐书先生追思会”，新疆音乐家协会名誉主席努斯来提·瓦吉丁、新疆音乐家协会主席王晓亮、新疆艺术剧院木卡姆艺术团团长迪力夏提·帕尔哈提等人出席。2023年8月，新疆理工学院图书馆举办《生命如歌——万桐书与新疆维吾尔木卡姆艺术》专题展，专题展由中国非物质文化遗产馆、新疆维吾尔自治区文化和旅游厅、新疆艺术学院主办。专题展分为两部分，即“万桐书事迹”和“新疆维吾尔木卡姆艺术及其保护传承”。展出包括实物、图片、声音装置等展品。2023年《“新疆是个好地方”对口援疆19省市非物质文化遗产展》中也展出由《生命如歌——万桐书与新疆维吾尔木卡姆艺术》专题展。2023年9月，新疆艺术学院召开《“木卡姆情怀”——万桐书先生纪念研讨会》。在北京市，中华人民共和国文化和旅游部民族民间文艺发展中心在柏林寺藏经阁举办《纪念民族音乐家万桐书同志专题展》，通过图文、实物等方式展示万桐书的生平和学术成就。同时在其官网开设“万桐书先生纪念专栏”。
2023年7月，位于新疆艺术学院的万桐书木卡姆文献馆新馆开馆。万桐书木卡姆文献馆馆藏有万桐书之女万静捐赠的万桐书1950年代木卡姆记谱手稿。文献馆占地800平方米，展出包括照片、钢丝录音带、十二套木卡姆记谱手稿等展品。2023年，新疆日报社（集团）与新疆艺术学院联合推出九集广播剧《时间的声音》，讲述的是万桐书与民间艺人一道收集、记谱、翻译、整理十二木卡姆的故事。2024年，新疆人民出版社（新疆少数民族出版基地）将图书《万桐书与木卡姆》收录入《新时代天山文丛》（第六辑）中出版发行。:版权页2024年到2025年，天山电影制片厂以万桐书的经历拍摄电影《万桐书》（暂定名），由西尔扎提·牙合甫执导。2025年，新疆艺术剧院木卡姆艺术团创作排演歌剧《木卡姆恋歌——万桐书》，导演为陈蔚，由歌唱演员吕薇担任主演。